# Atishadu
Atishadu (en georgiano: ატიშადუ; en abjasio: Атышаду, romanizado: Atyshadu) es una aldea que pertenece a la parcialmente reconocida República de Abjasia, dentro del Distrito de Tkvarcheli, aunque de iure es parte del municipio de Ochmachire de la República Autónoma de Abjasia de Georgia.

## Geografía
Atishadu se encuentra en la orilla izquierda del río Galidzga, al sur de Tkvarcheli y a 26 km de Ochamchire. La aldea se administra desde el pueblo de Tkvarcheli.  